# Faith Prince
Faith Prince   (Augusta, 6 d'agost de 1957) és una actriu i cantant estatunidenca, coneguda sobretot pel seu treball a Broadway en teatre musical. Va guanyar el premi Tony com a millor actriu en Guys and Dolls el 1992 i ha rebut altres tres nominacions al Tony.

## Vida i carrera
Prince va néixer a Augusta, Geòrgia, i va créixer a Lynchburg, Virgínia, on va assistir a la EC Glass High School i, posteriorment, va estudiar teatre a la Universitat de Cincinnati - College-Conservatory of Music. Va fer el seu debut a Broadway com el personatge de Tessie Tura de Gypsy a Jerome Robbins' Broadway (1989) i va seguir-ho amb un paper al malaguanyat Nick & Nora.
Es va establir com a estrella de Broadway amb la seva interpretació de Miss Adelaida en el revival de Guys and Dolls, (1992), per la qual va guanyar el premis Tony i Drama Desk com a millor actriu en un musical. El 2001, Prince va ser novament nominada als premis Tony i Drama Desk per la seva interpretació d'Ella Peterson en el renaixement de Bells Are Ringing. Va aparèixer al musical de Broadway del 2008 A Catered Affair, pel qual va rebre nominacions a Tony i Drama Desk.
Va aparèixer en una versió de concert de Sweeney Todd amb l'Orquestra Filharmònica d'Orlando a Orlando (Florida) el març de 2009. El 7 d'abril de 2009 va assumir el paper d'Ursula rellevant Heidi Blickenstaff al musical de la Broadway The Little Mermaid.
Va aparèixer en pel·lícules com as The Last Dragon (1985), Dave, president per un dia (1993), Picture Perfect (1997) i Our Very Own (2005), entre d'altres. Entre els seus crèdits televisius hi ha la de curta durada High Society (1995); papers recurrents a Spin City (1997-2000) i Huff (2004-2005), així com aparicions de convidats en programes com Remington Steele, Law & Order, Monk, Frasier, House, MD, Grey's Anatomy, Drop Dead Diva, Ugly Betty i Happy Endings.
Una gravació en directe del seu debut al cabaret del 2005 al Joe's Pub, al The Public Theatre, titulat A Leap of Faith, es va publicar al segell DRG Records. Un segon enregistrament, titulat Total Faith, es va gravar al Royal Room, Palm Beach, Florida. Ha participat en enregistraments d'estudi de partitures de Breakfast at Tiffany'si del musical no produït de Jerry Herman, Miss Spectacular.
Realitza el seu show de cabaret en diversos espais, com el Orange County Performing Arts Center, Califòrnia, l'abril de 2010 i Caramoor, Nova York, el maig de 2010. Prince Prince va aparèixer en la versió del concert (i l'enregistrament acompanyant) de la revista Life Begins at 8:40 a la Library of Congress de Washington, DC, el 22 de març de 2010. També va representar l'espectacle de cloenda a la temporada de teatre 2002–2003 a l'Eisenhower Hall de West Point.
Prince va interpretar a la senyora Wilkinson a la segona gira nacional dels Estats Units de Billy Elliot the Musical, que va començar les actuacions l'octubre del 2010 i va acabar l'agost del 2011. El 2012, Prince va treballar amb el seu amic de sempre Jason Graae a The Prince and the Showboy, un espectacle que ret homenatge al compositor Jerry Herman, que Graae va descriure com "un supervivent del més alt grau [que] viu la seva vida com a optimista etern". Prince i Graae van guanyar el Premi Nova York de la vida nocturna al millor intèrpret de comèdia musical el gener de 2013.
Va tornar als escenaris de Broadway substituint a Jane Lynch per fer de Miss Hannigan en el revival d'Annie a partir del 19 de juliol de 2013. Després va aparèixer com a Shirley en la producció de Broadway de Disaster!.
També va tenir un paper recurrent a la sitcom de l'ABC Family, Melissa & Joey, com a Gloria Longo.

## Vida personal
Prince està casada amb el trompetista Larry Lunetta des del 1992; la parella resideix a Sacramento, Califòrnia, amb el seu fill. El seu germà, Philip, ja ha mort.
Prince és presbiteriana.

## Crèdits teatrals
- Jerome Robbins' Broadway (1989)
- Falsettoland (1990)
- Guys and Dolls (1992 revival)
- What's Wrong with This Picture? (1994)
- The King and I (1996 revival)
- Little Me (1998 revival)
- James Joyce's The Dead (2000)
- Noises Off (2001 revival)
- Bells Are Ringing (2001 revival)
- A Man of No Importance (2002)
- A Catered Affair (2008)
- The Little Mermaid (2009)
- Billy Elliot (Second National Tour) (2010–2011)
- The Prince and the Showboy (2012)
- Annie (2013–2014)
- Disaster! (2016)

## Premis i nominacions
| Any  | Treball nomiant            | Premi                                                                        | Resultat  | Notes                        |
| ---- | -------------------------- | ---------------------------------------------------------------------------- | --------- | ---------------------------- |
| 1989 | Jerome Robbins' Broadway   | Premi Drama Desk a l'actriu més destacada en un musical                      | Nominat   |                              |
| 1989 | Jerome Robbins' Broadway   | Premi Tony a la millor actriu de repartiment de musical                      | Nominat   |                              |
| 1992 | Guys and Dolls             | Premi Drama Desk a l'actriu més destacada en un musical                      | Guanyador |                              |
| 1992 | Guys and Dolls             | Premi Tony a la millor actriu protagonista de musical                        | Guanyador |                              |
| 2001 | Bells Are Ringing          | Premi Drama Desk a l'actriu més destacada en un musical                      | Nominat   |                              |
| 2001 | Bells Are Ringing          | Premi Tony a la millor actriu protagonista de musical                        | Nominat   |                              |
| 2008 | A Catered Affair           | Premi Drama Desk a l'actriu més destacada en un musical                      | Nominat   |                              |
| 2008 | A Catered Affair           | Premi Tony a la millor actriu protagonista de musical                        | Nominat   |                              |
| 2012 | The Prince and the Showboy | Premi New York Nightlife Award a l'actor més destacat en una comèdia musical | Guanyador | Conjuntament amb Jason Graae |